# 贾汉吉尔·阿穆泽加尔
贾汉吉尔·阿穆泽加尔（波斯語：‎；1920年1月13日-2018年1月17日）是伊朗的经济学家、学者和政治人物。
他是一名受过培训的经济学家，担任过伊朗商务大臣和1962年5月26日至7月19日的财政大臣，也曾是国际货币基金组织的执行董事。阿穆泽加尔拥有德黑兰大学的学士学位，后来又获得了加利福尼亚大学洛杉矶分校的博士学位。
他的弟弟贾姆希德·阿穆泽加尔是伊朗君主制时期的一任首相。
阿穆泽加尔在2018年1月17日，即自己98岁生日的4天后，逝世于美国。

## 书籍
- Managing the Oil Wealth: Opec's Windfalls and Pitfalls. ISBN 1-86064-648-4.
- The Dynamics of the Iranian Revolution: The Pahlavis' Triumph and Tragedy. ISBN 0-7914-0732-2.
- Amuzegar, Jahangir. . New York, USA: Routledge. October 2014  [2020-03-29]. ISBN 978-1-857-43748-5. （原始内容存档于2021-04-01）.